# 初始检测点
初始监测点是一个通信术语，指接受业务交换点发送的数据并传输给业务控制点的设备。业务交换点（SSP）接收一个由主叫方（Calling Party）发起的消息（ISUP消息），这可以是一个IAM（Initial Address Message）。 SSP评估消息的性质（如果是在IAM消息的情况下，就是检查被叫和主叫方的号码）。由此，它决定是否能够对这个呼叫进行路由，或者它需要得到进一步的指示。如果SSP确实需要得到进一步的指示，它就会通过IN协议向一个业务控制点（SCP）发送一个IDP消息。这些协议可以是INAP，也可以是CAMEL，或定制化的INAP变种，例如爱立信INAP、诺基亚INAP、西门子INAP或华为INAP。